# Другий уряд Юлії Тимошенко
Другий уряд Юлії Тимошенко — уряд, сформований Коаліцією демократичних сил унаслідок перемоги на дострокових виборах до парламенту 2007 року. Працював з 2007 до 2010 року.
18 грудня 2007 року Верховна Рада обрала Юлію Тимошенко прем'єр-міністром та затвердила персональний склад уряду.
3 березня 2010, після перемоги Віктора Януковича на президентських виборах, Верховна Рада України 243 голосами відправила уряд Юлії Тимошенко у відставку.

## Створення
Призначення уряду України було заплановано на 11 грудня 2007 року. Сесія була відкрита із запізненням у зв'язку з очікуванням Президента України, який після приїзду дав перше слово. Спочатку на той ранок був зареєстрований 271 парламентарій, де були відсутні лише Партія регіонів і четверо народних»депутатів від Комуністичної партії. Однак під час голосування за призначення решта КПУ та Блоку Литвина були відсутні разом з Іваном Плющем з Блоку «Наша Україна – Народна самооборона. Крім того, чомусь електронна система підрахунку голосів парламенту, здавалося, вийшла з ладу і не підрахувала голоси двох парламентаріїв, показавши лише 225 схвальних голосів.
Створення нового кабінету було перенесено на 18 грудня, але політичні партії «Партія регіонів», «Комуністична партія України» та «Блок Литвина» повністю бойкотували цю сесію, зареєструвавши нуль представників від своїх партій. Того дня зареєструвалося лише 227 народних депутатів і на порядку денному під час цієї сесії було п'ять питань: 
а) призначення Прем'єр-міністра України;
б) звільнення Прем'єр-міністра України Віктора Януковича;
в) розпуск чинного Кабінету Міністрів;
г) формування нового Кабінету Міністрів;
е) дострокове припинення повноважень для парламентаріїв, обраних до Кабінету Міністрів України.
Голосування з першого питання вирішили провести без парламентської електронної системи підрахунку голосів "Рада". Підрахунок голосів розпочався об 11 годині ранку і закінчився об 11:40 за всю процедуру, було встановлено, що один парламентарій від Блоку «Наша Україна – Народна самооборона» пропав безвісти. О 12:30 голова лічильної комісії Микола Шершун оголосив результати.
| Фракція                            | Так | Ні | Утримався | Не голосував | Відсутні |
| ---------------------------------- | --- | -- | --------- | ------------ | -------- |
| Партія регіонів                    | 0   | 0  | 0         | 0            | 172      |
| Блок Юлії Тимошенко                | 156 | 0  | 0         | 0            | 0        |
| Наша Україна – Народна самооборона | 70  | 0  | 1         | 0            | 1        |
| КПУ                                | 0   | 0  | 0         | 0            | 27       |
| Блок Литвина                       | 0   | 0  | 0         | 0            | 20       |
| Усі фракції                        | 226 | 0  | 1         | 0            | 220      |

Перед голосуванням за своє звільнення з посади Прем'єр-міністра України Віктор Янукович виголосив промову (нижче її закінчення):
... Однак ті ж «помаранчеві», і підкреслюю на цьому, несуть відповідальність за збереження стабільності в країні, стабільності, яку Україна отримала в 2006 році після виборів. Потім ми отримали економіку в руїнах, залишених тією ж командою. За наступний рік нам вдалося стабілізувати економіку і соціально-політичну ситуацію, відновити найкращі темпи економічного зростання в Європі, підвищити зарплати і пенсії. Коли в опозицію. Ми прийняли це рішення (шум у сесійній залі), і ми на цьому наголошували. Дуже добре, що сьогодні є на кого покладена відповідальність, тому що країна в такому стані не могла працювати і жити більше - в підвішеному стані. І цей сміх, який зараз я чую від вас, нездоровий. Не смійтеся над горем людей. (шум у сесійній залі)
Подумайте про свою відповідальність, яку ви сьогодні берете на себе. І пам'ятайте, що ми будемо жити на цій землі разом і разом нам потрібно думати, як жити. Це головне питання. Не потрібно шукати, як роз'єднатися, а скоріше об'єднуватися. Я переконаний, що в ньому майбутнє нашої країни. І наша позиція щодо питань завжди була конструктивною, професійною, і така буде продовжуватися.

Дякую за увагу.
Голосування з наступних питань продовжувалося без використання електронної системи підрахунку голосів, показуючи руки. За відставку Януковича схвально проголосували всі 226 парламентаріїв, зареєстрованих у сесійній залі.  Такі ж результати були отримані і для відставки нинішнього Кабінету Міністрів. Для призначення нового уряду 227 парламентаріїв підняли руки того ж дня.

## Склад уряду
- Прем'єр-міністр — Тимошенко Юлія Володимирівна (лідер партії Всеукраїнське об'єднання «Батьківщина» та виборчого блоку БЮТ)

### Віце-прем'єри
- Перший віце-прем'єр-міністр — Турчинов Олександр Валентинович (ВО «Батьківщина»);
- Віце-прем'єр-міністр — Васюник Іван Васильович (НСНУ);
- Віце-прем'єр-міністр — Немиря Григорій Михайлович (ВО «Батьківщина»);

### Міністри
| Міністерство | Керівник                                                                                          | Партія           |
| --- | ------------------------------------------------------------------------------------------------- | ---------------- |
| Міністерство аграрної політики                                                                                     | Мельник Юрій Федорович                                                                            | безпартійний     |
| Міністерство внутрішніх справ                                                                                      | Луценко Юрій Віталійович (до 28.1.2010)                                                           | безпартійний     |
| Міністерство вугільної промисловості                                                                               | Полтавець Віктор Іванович                                                                         | безпартійний     |
| Міністерство економіки                                                                                             | Данилишин Богдан Михайлович                                                                       | безпартійний     |
| Міністерство з питань житлово-комунального господарства України                                                    | Кучеренко Олексій Юрійович                                                                        | НСНУ             |
| Міністерство закордонних справ                                                                                     | Огризко Володимир Станіславович (до 3 березня 2009) Порошенко Петро Олексійович (з 9 жовтня 2009) | безпартійний     |
| Міністерство культури і туризму                                                                                    | Вовкун Василь Володимирович                                                                       | безпартійний     |
| Міністерство з питань надзвичайних ситуацій та у справах захисту населення від наслідків Чорнобильської катастрофи | Шандра Володимир Миколайович                                                                      | НСНУ             |
| Міністерство оборони                                                                                               | Єхануров Юрій Іванович (до 5.6.2009)                                                              | НСНУ             |
| Міністерство освіти та науки                                                                                       | Вакарчук Іван Олександрович                                                                       | безпартійний     |
| Міністерство охорони здоров'я                                                                                      | Князевич Василь Михайлович                                                                        | безпартійний     |
| Міністерство охорони навколишнього середовища                                                                      | Філіпчук Георгій Георгійович                                                                      | ВО «Батьківщина» |
| Міністерство палива та енергетики                                                                                  | Продан Юрій Васильович                                                                            | безпартійний     |
| Міністерство праці та соціальної політики                                                                          | Денісова Людмила Леонтіївна                                                                       | ВО «Батьківщина» |
| Міністерство промислової політики                                                                                  | Новицький Володимир Станіславович                                                                 | безпартійний     |
| Міністерство регіонального розвитку та будівництва України                                                         | Куйбіда Василь Степанович                                                                         | НРУ              |
| Міністерство у справах сім'ї, молоді та спорту                                                                     | Павленко Юрій Олексійович                                                                         | НСНУ             |
| Міністерство транспорту та зв'язку                                                                                 | Вінський Йосип Вікентійович (до 23.6.2009)                                                        | ВО «Батьківщина» |
| Міністерство фінансів                                                                                              | Пинзеник Віктор Михайлович (до 17.2.2009)                                                         | ПРП              |
| Міністерство юстиції                                                                                               | Оніщук Микола Васильович                                                                          | НСНУ             |
| Міністр Кабінету Міністрів України                                                                                 | Крупко Петро Миколайович                                                                          | безпартійний     |

Склад уряду затверджено постановою Верховної Ради України 10-VI від 18 грудня 2007 року.
За інформацією rada.gov.ua

## Програма уряду
Програма діяльності Кабінету Міністрів України «Український прорив: для людей, а не політиків» була прийнята постановою Уряду від 16 січня 2008 року № 14.
Як було заявлено в постанові, програма побудована на принципах утвердження об'єднувальної національної ідеї, патріотизму, чесності та відкритості політичних процесів, професіоналізму та ефективності у прийнятті рішень і ґрунтувалася на положеннях Програми Президента України Віктора Ющенка «10 кроків назустріч людям» та виборчих програм блоків політичних партій, що утворили Коаліцію демократичних сил у Верховній Раді України VI скликання.
Програма отримала як схвальні, так і негативні відгуки.

## Діяльність уряду

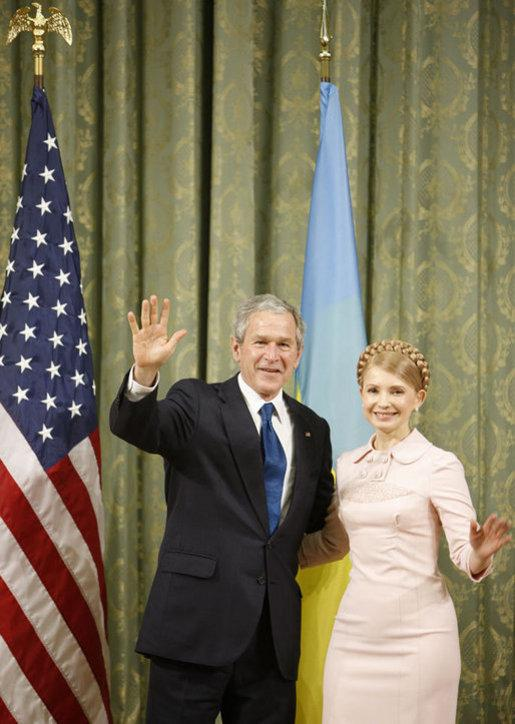
Президент США Джордж Буш та Прем'єр-міністр України Юлія Тимошенко (Київ, 1.4.2008)

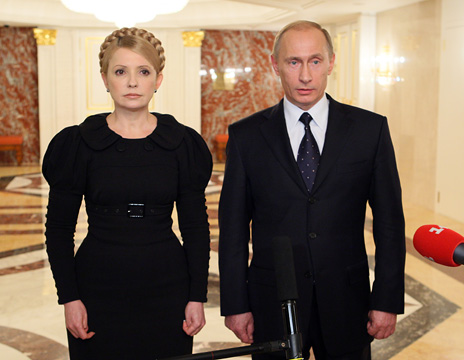
Володимир Путін і Юлія Тимошенко під час підписання «газових угод» 2009 року

Своїми пріоритетами на посаді Прем'єр-міністра Тимошенко зробила енергетичну безпеку та незалежність України, запровадження бізнес-стимулів для розвитку альтернативних джерел енергії, покращення інвестиційного клімату та економічний розвиток держави, активну соціальну політику, набуття Україною членства в найважливіших світових організаціях i союзах та розвиток демократії.
Прем'єр Юлія Тимошенко пообіцяла, що Україна буде надійним транзитером газу в Європу, а новий уряд вивчить всі газові угоди з російськими партнерами та зробить газові торгові стосунки з Росією більш прозорими. «Всі газові питання будуть детально розібрані, будуть вивчені всі угоди, які поки що залишалися таємницею, вони не оприлюднювалися, не подавалися до парламенту для вивчення. Нам доведеться підняти весь масив документів, розібратися у ситуації… Посередників на газовому ринку бути не може. НАК Нафтогаз ми повернемо до нормального фінансового стану…», — заявила глава Уряду.
Перед вступом на прем'єрську посаду Ю.Тимошенко також заявила про першочергову необхідність ухвалення закону про опозицію, який надасть їй (опозиції) право контролювати владу (такий законопроєкт уже був внесений до ВР 12.01.07 Ю.Тимошенко та її колегами та прийнятий за основу); пообіцяла розробити та до Нового року внести на розгляд парламенту новий проєкт Державного бюджету на 2008; наполягала на впорядкуванні законодавства з урегулювання земельних відносин задля створення «цивілізованого ринку землі».
Відразу після призначення прем'єром Ю.Тимошенко заявила, що Кабінет Міністрів проведе інвентаризацію усіх документів, що стосуються вступу України до Світової організації торгівлі і «найближчим часом Україна може стати членом СОТ».
11 липня 2008 року Партія регіонів спробувала провести через Верховну Раду рішення про недовіру уряду Тимошенко, проте набрати необхідну кількість голосів не змогла.
2 вересня 2008 пропрезидентська фракція «Наша Україна — Народна самооборона» вийшла з Коаліції демократичних сил. Нова коаліція не була створена протягом місяця, і 8 жовтня 2008 року Президент України Віктор Ющенко оголосив про розпуск Верховної Ради. Указ був підписаний 9 жовтня і набрав чинності з 10 жовтня, в указі було встановлено дату виборів — 7 грудня 2008.
9 жовтня в ефірі 5 каналу Іван Кириленко, лідер фракції БЮТ, заявив, що Юлія Тимошенко готова скласти повноваження Прем'єр-міністра, як тільки буде сформовано нову коаліцію у Верховній Раді, яка фактично склалась після голосування за внесення до порядку денного Ради законопроєкту 3186 "Про внесення змін в Закон України «Про вибори народних депутатів».
За позовом народних депутатів з фракції БЮТ 10 жовтня 2008 Окружний адміністративний суд м. Києва призупинив дію Указу Президента про розпуск Верховної Ради і заборонив Центрвиборчкому проводити засідання, пов'язані з організацією виборів.
Після «судової війни», тривалого політичного протистояння і коаліційних переговорів цей виток політичної кризи завершився 9 грудня 2008 утворенням нової парламентської коаліції за участю фракцій БЮТ, НУНС і Блоку Литвина та обранням Володимира Литвина на посаду Голови Верховної Ради. Прем'єр-міністр Ю.Тимошенко в ефірі національних телеканалів відзначила, що це відбулося «не за допомогою Президента, а всупереч його активній протидії створенню коаліції».
Друге прем'єрство Юлії Тимошенко припало на період світової фінансово-економічної кризи 2008–2009. Щоб стабілізувати державні фінанси, уряд звернувся до МВФ за позикою. У жовтні 2008 року Юлія Тимошенко та міністр фінансів Віктор Пинзеник підписали з Фондом Меморандум. Передбачалося, зокрема: «дотування цін на імпортний газ, що споживається тепловими комунальними підприємствами, буде скорочуватися шляхом щоквартального корегування тарифів і припинить своє існування до 1 липня 2010 року». Умови Меморандуму не було виконано.
18 грудня 2008 Тимошенко вперше звинуватила Нацбанк у свідомій маніпуляції гривнею, а Президента Ющенка — у змові з керівництвом НБУ, що призвело до падіння курсу національної валюти до рівня 8 грн за долар США.
5 лютого 2009 Верховна Рада вдруге не підтримала постанову про відставку уряду Тимошенко. 10 лютого Президент Віктор Ющенко на засіданні РНБО виступив з різкою критикою Юлії Тимошенко і економічної політики її уряду. Прем'єр відкинула звинувачення.

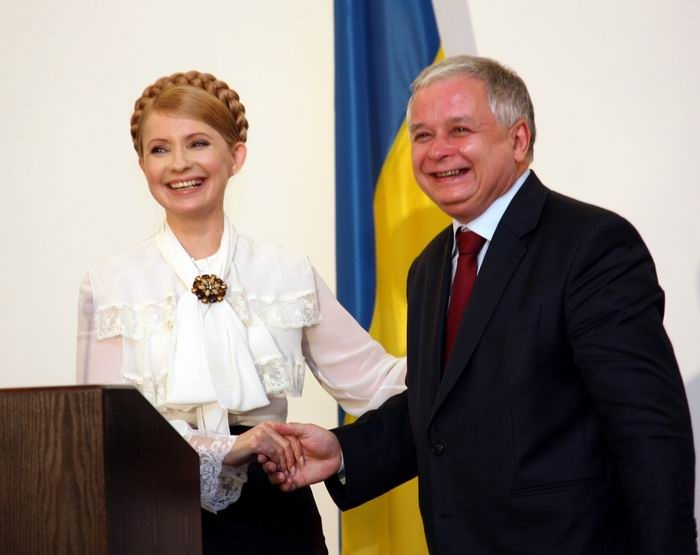
Ю.Тимошенко на зустрічі з президентом Польщі Лехом Качинським (14.2.2008)

Тим часом партія "Всеукраїнське об'єднання «Батьківщина», очолювана Юлією Тимошенко, вийшла на новий рівень: у лютому 2008 вона стало асоційованим членом Європейської народної партії (ЄНП) — найбільшої партійного об'єднання Європи, яке є союзом центристських та християнсько-демократичних партій континенту.
25 лютого 2009 Тимошенко звинуватила керівництво НБУ в продовженні свідомого маніпулювання курсом гривні. У кінці березня 2009 Тимошенко заявила, що поки вона Прем'єр-міністр, підвищення пенсійного віку ні для чоловіків, ні для жінок не буде. 15 травня 2009 прем'єр Юлія Тимошенко відзначила стабілізацію курсу національної валюти. «Це означає, що йде оздоровлення економіки, говорить, що більше валюти надходить в Україну», — сказала прем'єр. При цьому вона попередила, що криза «завдаватиме клопоту» країні ще не один місяць.
Незважаючи на протистояння з Президентом та протидію опозиції, а головне — на розпал світової економічної кризи, Ю.Тимошенко не допустила дефолту країни. В той же час Президент Ющенко періодично заявляв про неминучість дефолту.
Найбільшими успіхами свого Кабінету Ю.Тимошенко також вважає:
— здійснення антикризової підтримки базових галузей промисловості (гірничо-металургійного комплексу, аграрного сектора, хімічної промисловості, будівництва);
— укріплення енергетичної незалежності України через перехід на прямі торговельні відносини з РФ у газовій сфері;
— відновлення слави житниці світу за рахунок рекордних урожаїв зернових (53,3 млн тонн у 2008 і 46 млн тонн у 2009) та недопущення спаду виробництва в АПК;
— відродження високотехнологічних та наукоємних виробництв, зокрема, космо- та авіабудування, поновлення серійного виробництва вітчизняних літаків марки Ан;
— отримання Україною 16 травня 2008 повноправного членства в СОТ (незважаючи на скептицизм низки представників влади та опозиції, очолюваної Януковичем);
— початок переговорів і перші кроки до асоціації та Зони вільної торгівлі з ЄС; саме уряд Ю.Тимошенко розробив путівник щодо асоціації з ЄС і щодо поглибленої та всеохопної зони вільної торгівлі (ПВЗВТ) та розпочав виконання перших умов для підписання Угоди про асоціацію;
— здобуття остаточного рішення УЄФА про проведення Євро-2012 в Україні (проведення матчів чемпіонату в чотирьох українських містах та фінальної гри — в Києві);
— запровадження зовнішнього незалежного оцінювання знань для вступу до вищих навчальних закладів.
Одним із ключових напрямків діяльності Ю.Тимошенко на чолі уряду була боротьба з корупцією та олігархічними кланами. Зокрема, для цього було засновано інститут Уповноваженого Кабінету Міністрів з питань боротьби з корупцією та ухвалено пакет антикорупційних законів і нормативних актів уряду Ю.Тимошенко особисто очолила боротьбу з «газовою» та «земельною» мафією, яка закінчилась у першому випадку усуненням корупційного посередника з постачання природного газу з Російської Федерації в Україну (РосУкрЕнерго), а в другому — започаткуванням безкоштовного оформлення та видачі громадянам державних актів на право власності на земельні ділянки.
Саме ефективна протидія корупції та висока фінансова дисципліна навіть у складний кризовий період створили додатковий ресурс для вирішення важливих соціальних проблем громадян. Це дало змогу своєчасно виплачувати зарплати бюджетникам, пенсії та стипендії, не підвищувати тарифи на природний газ та електроенергію для населення, забезпечити повернення коштів вкладникам проблемних банків, встановити додаткові доплати вчителям, медикам та бібліотекарям, значно збільшити допомогу при народженні дитини, безкоштовно виділити близько 6 тис. квартир черговикам, провести виплату компенсацій вкладів у колишньому Ощадбанку СРСР понад 6 млн громадян, здійснювати безоплатне оформлення актів власності на землю.

### Газові угоди
У результаті підписаних Юлією Тимошенко угод, ціна на російський природний газ зросла з 130 доларів США за 1 тис. куб. метрів в 2007 році до 232,98 дол. США в 2009. У вказаних угодах закріплено принцип "бери або плати", що передбачав штрафи для української сторони в разі недобору російського газу щодо обсягу, зазначеного в контракті.

## Результати діяльності
Друге прем'єрство Юлії Тимошенко припало на період світової фінансово-економічної кризи 2008–2009. У цей час:
- Зовнішній борг України зріс з 12,31% ВВП в 2007 році до 35,38% в 2009[71] і складав 26,5187 млрд дол.[72];
- В 2008 році ВВП України зріс на 2,3%, а 2009 році — скоротився на 14,8%[73];
- У 2008 році гривня девальвувала на 60% з приблизно 5 грн. до 8 грн. за 1 долар США;[74]
- В 2008 і 2009 роках інфляція в Україні склала 25,2% і 15,9% відповідно.[75]
- Готівкова маса грн. збільшилась з 111119 млн в 2007 році до 154759 млн в 2008 році і до 157029 млн, що й спричинило велику інфляцію і девальвацію.

## Кримінальні справи проти колишніх міністрів
Наприкінці січня 2011 року Управління контролю та ревізії України виявило порушення законодавства та порядку використання державних коштів на суму $12 млрд у 2008-2009 роках.  З квітня 2010 року Генеральна прокуратура України порушила кілька кримінальних справ проти колишніх міністрів Другого уряду Тимошенко На початку грудня 2010 року Генеральний прокурор України Віктор Пшонка заявив, що політичних підстав для допитів лідерів опозиції Тимошенко, Луценка та Олександра Турчинова немає. Але Тимошенко відкинула розслідування проти неї як «терор проти опозиції з боку президента Януковича». 

### Юлія Тимошенко та Юрій Луценко
Докладніше: Кримінальні справи проти Юлії Тимошенко з 2010 року та Юрія Луценка § Кримінальні справи та ув'язнення
Колишній прем'єр-міністр Юлія Тимошенко і міністр внутрішніх справ Юрій Луценко були ув'язнені з жовтня 2011. 7 квітня 2013 року указ президента Віктора Януковича звільнив Луценка з в'язниці і звільнив його і його колегу-міністра в другому уряді Тимошенко Георгія Філіпчука від подальшого покарання. 

### Валерій Іващенко
Колишній виконуючий обов'язки міністра оборони України Валерій Іващенко був заарештований 25 серпня 2010 року за незаконне прийняття рішення про продаж державного майна. У 2013 році Іващенко стверджував, що його переслідують за те, що він відмовився давати свідчення проти Тимошенко та Олександра Турчинова, і що звинувачення проти нього сфабриковані його колишнім заступником міністра оборони Ігорем Монтрезором, якого він звільнив, тому що він «фіксував брудні корупційні оборудки у вищих ешелонах влади». Іващенко був засуджений до 5 років позбавлення волі за зловживання владою. Посольство Сполучених Штатів Америки в Києві назвало вирок Іващенку «останнім прикладом вибіркового правосуддя в Україні» і закликало до його звільнення. 14 серпня 2012 року апеляційний суд замінив п'ятирічне ув'язнення для Іващенка умовним терміном на один рік умовно. 13 лютого 2013 року Іващенко отримав політичний притулок у Данії. 12 березня 2013 року Вищий спеціалізований суд України з кримінальних та адміністративних справ залишив у силі умовний п'ятирічний термін ув'язнення. 

### Георгій Філіпчук
Міністр навколишнього середовища в другому уряді Тимошенко Георгій Філіпчук був затриманий і звинувачений у зловживанні службовим становищем на початку грудня 2010 року, Філіпчук був засуджений до 3 років позбавлення волі за зловживання владою 5 квітня 2012 року.  Депутати німецького Бундестагу (парламенту) розкритикували цей вердикт. У червні 2012 року Апеляційний суд Києва змінив вирок Філіпчуку, призначивши йому два роки умовного ув'язнення.  Президент Віктор Янукович 5 квітня 2013 року запропонував президентській комісії з помилування терміново розглянути прохання Уповноваженого Верховної Ради з прав людини Валерії Лутковської про помилування Філіпчука.Попросив президента Януковича про помилування 5 квітня 2013 року. 7 квітня 2013 року указом Януковича було задоволено це прохання (серед іншого) за станом здоров'я. 

### Богдан Данилишин
Колишній міністр економіки Богдан Данилишин був затриманий в Чехії в жовтні 2010 року за звинуваченням у зловживанні службовим становищем.  Данилишин отримав політичний притулок від Чехії в січні 2011 року. 

### Євген Корнійчук
Колишній перший заступник міністра юстиції Євген Корнійчук був затриманий 22 грудня 2010 року, але був виключений з кримінального провадження 9 грудня 2011 року (15 лютого 2010 року слідчий змінив запобіжні обмеження з арешту на письмове зобов'язання не залишати Київ). 

### Михайло Поживанов
Колишній заступник міністра економіки Михайло Поживанов був оголошений в розшук Генеральним прокурором 31 січня 2011 року; З тих пір він живе в Австрії.